# Ignacio Martín Fernández
Ignacio Martín Fernández (Castelli, Buenos Aires; 12 de enero de 1990) es un futbolista profesional. Se desempeña como mediocampista en el Club Atlético River Plate de la Primera División de Argentina.
Campeón de la Copa Libertadores 2018 con River, fue nominado a Futbolista del año en Sudamérica y estuvo incluido en el Equipo Ideal de América en 2019 y 2020 realizados por el diario uruguayo El País,también fue parte del equipo ideal de la Conmebol según la IFFHS en 2021.

## Trayectoria
Se inició en el Club Atlético y Social Dudignac, institución deportiva de Dudignac (en el partido de Nueve de Julio, provincia de Buenos Aires) donde pudo demostrar su virtuosismo futbolístico: gambeta larga, buen trato de pelota y gran visión de juego. Con apenas 10 años, partió de Dudignac a probar suerte en un equipo de la primera división del campeonato argentino.
Llegó al Gimnasia y Esgrima La Plata en 2005 con edad de octava división. Debutó en Primera División, el 2 de octubre de 2010 (derrota 2:4 con Argentinos Juniors). En el Apertura 2010 jugó solo un partido, ninguno como titular y no convirtió goles. Eran tiempos difíciles para un club que hacía varios años luchaba por mantener la categoría.
En 2011 fue cedido por un año en el C. A. Temperley. Marcó 10 goles en los 25 partidos jugados por el torneo siendo el goleador del gasolero en la temporada y además marcó un gol en la Copa Argentina 2011-12. Demostró en la tercera categoría del fútbol argentino que estaba para algo mayor, un volante con gran promedio de gol.
Al finalizar su préstamo en julio de 2012 regresó al Gimnasia y Esgrima La Plata donde también tuvo continuidad como volante por la izquierda, habiendo marcado tres goles en el torneo de la Primera B Nacional y uno válido por la Copa Argentina 2012-13. Luego de lograr el ascenso, ya en la máxima categoría, jugó el primer partido de su equipo en el Torneo Inicial 2013 frente a River Plate. Más tarde logró anotar su primer gol en la Primera División en la segunda fecha del Torneo Inicial 2013, frente al C. A. Rosario Central.
A comienzos del año 2016 se sumó al plantel de River Plate, haciendo su debut como titular en uno de los «superclásicos» de verano, con una buena actuación. Luego se convirtió en uno de los jugadores habitualmente titulares, siendo uno de los pilares del equipo en el primer semestre del año 2017, en el que River Plate terminó segundo en la liga 2016-17 y primero en la fase de grupos de la Copa Libertadores 2017. También ganó la Copa Libertadores 2018 siendo una pieza clave para el «millonario».
Posteriormente fue transferido al Atlético Mineiro a cambio de 5,8 millones de dólares estadounidenses. En Brasil firmó un contrato por tres temporadas, pero acabó regresando a River a fines de 2022 para disputar la primera temporada con Martín Demichelis como entrenador. Debutó nuevamente en el «millonario» de forma oficial frente a Central Córdoba de Santiago del Estero por la primera fecha de la liga 2023, convirtiendo el primer gol en la victoria por 2:0 en el Único. En julio de 2023 se consagró campeón de la liga.

## Estadísticas

### Clubes
Actualizado al último partido disputado el 27 de mayo de 2025.
| Club | Div.                | Temporada           | Liga  | Liga  | Liga   | Regionales(1) | Regionales(1) | Regionales(1) | Copas Nacionales(2) | Copas Nacionales(2) | Copas Nacionales(2) | Torneos Internacionales(3) | Torneos Internacionales(3) | Torneos Internacionales(3) | Total | Total | Total  |
| Club | Div.                | Temporada           | Part. | Goles | Asist. | Part.         | Goles         | Asist.        | Part.               | Goles               | Asist.              | Part.                      | Goles                      | Asist.                     | Part. | Goles | Asist. |
| --- | ------------------- | ------------------- | ----- | ----- | ------ | ------------- | ------------- | ------------- | ------------------- | ------------------- | ------------------- | -------------------------- | -------------------------- | -------------------------- | ----- | ----- | ------ |
| Gimnasia LP Argentina | 1.ª                 | 2010-11             | 1     | 0     | 0      | Inexistentes  | Inexistentes  | Inexistentes  | —                   | —                   | —                   | —                          | —                          | —                          | 1     | 0     | 0      |
| C. A. Temperley Argentina | 3.ª                 | 2011-12             | 29    | 9     | 9      | Inexistentes  | Inexistentes  | Inexistentes  | 1                   | 1                   | 0                   | —                          | —                          | —                          | 30    | 10    | 9      |
| Gimnasia LP Argentina | 2.ª                 | 2012-13             | 32    | 3     | 8      | Inexistentes  | Inexistentes  | Inexistentes  | 1                   | 1                   | 0                   | —                          | —                          | —                          | 33    | 4     | 8      |
| Gimnasia LP Argentina | 1.ª                 | 2013-14             | 28    | 2     | 3      | Inexistentes  | Inexistentes  | Inexistentes  | 1                   | 0                   | 0                   | —                          | —                          | —                          | 29    | 2     | 3      |
| Gimnasia LP Argentina | 1.ª                 | 2014                | 17    | 2     | 3      | Inexistentes  | Inexistentes  | Inexistentes  | —                   | —                   | —                   | 2                          | 0                          | 0                          | 19    | 2     | 3      |
| Gimnasia LP Argentina | 1.ª                 | 2015                | 31    | 9     | 5      | Inexistentes  | Inexistentes  | Inexistentes  | 3                   | 0                   | 0                   | —                          | —                          | —                          | 34    | 9     | 5      |
| Gimnasia LP Argentina | Total               | Total               | 109   | 16    | 19     | 0             | 0             | 0             | 5                   | 1                   | 0                   | 2                          | 0                          | 0                          | 116   | 17    | 19     |
| C. A. River Plate Argentina | 1.ª                 | 2016                | 10    | 0     | 1      | Inexistentes  | Inexistentes  | Inexistentes  | —                   | —                   | —                   | 6                          | 2                          | 0                          | 16    | 2     | 1      |
| C. A. River Plate Argentina | 1.ª                 | 2016-17             | 26    | 0     | 3      | Inexistentes  | Inexistentes  | Inexistentes  | 6                   | 2                   | 2                   | 7                          | 2                          | 2                          | 39    | 4     | 7      |
| C. A. River Plate Argentina | 1.ª                 | 2017-18             | 21    | 1     | 1      | Inexistentes  | Inexistentes  | Inexistentes  | 6                   | 4                   | 3                   | 11                         | 1                          | 1                          | 38    | 6     | 5      |
| C. A. River Plate Argentina | 1.ª                 | 2018-19             | 19    | 2     | 0      | Inexistentes  | Inexistentes  | Inexistentes  | 10                  | 2                   | 2                   | 17                         | 2                          | 4                          | 46    | 6     | 6      |
| C. A. River Plate Argentina | 1.ª                 | 2019-20             | 18    | 5     | 3      | Inexistentes  | Inexistentes  | Inexistentes  | 5                   | 1                   | 2                   | 12                         | 5                          | 4                          | 35    | 11    | 9      |
| C. A. River Plate Argentina | 1.ª                 | 2020                | —     | —     | —      | Inexistentes  | Inexistentes  | Inexistentes  | 7                   | 2                   | 2                   | 5                          | 0                          | 0                          | 12    | 2     | 2      |
| Atlético Mineiro · Brasil | 1.ª                 | 2021                | 26    | 5     | 5      | 7             | 3             | 2             | 9                   | 2                   | 2                   | 10                         | 1                          | 2                          | 52    | 11    | 11     |
| Atlético Mineiro · Brasil | 1.ª                 | 2022                | 34    | 4     | 5      | 10            | 2             | 4             | 3                   | 1                   | 0                   | 10                         | 2                          | 1                          | 57    | 9     | 10     |
| Atlético Mineiro · Brasil | Total               | Total               | 60    | 9     | 10     | 17            | 5             | 6             | 12                  | 3                   | 2                   | 20                         | 3                          | 3                          | 109   | 20    | 21     |
| C. A. River Plate Argentina | 1.ª                 | 2023                | 25    | 5     | 4      | Inexistentes  | Inexistentes  | Inexistentes  | 19                  | 1                   | 5                   | 8                          | 0                          | 1                          | 52    | 6     | 10     |
| C. A. River Plate Argentina | 1.ª                 | 2024                | 16    | 1     | 3      | Inexistentes  | Inexistentes  | Inexistentes  | 19                  | 1                   | 7                   | 10                         | 0                          | 1                          | 43    | 2     | 11     |
| C. A. River Plate Argentina | 1.ª                 | 2025                | 10    | 2     | 2      | Inexistentes  | Inexistentes  | Inexistentes  | 1                   | 0                   | 0                   | 8                          | 0                          | 1                          | 19    | 2     | 3      |
| C. A. River Plate Argentina | Total               | Total               | 146   | 16    | 17     | 0             | 0             | 0             | 72                  | 13                  | 22                  | 84                         | 12                         | 14                         | 302   | 41    | 52     |
| Total en su carrera | Total en su carrera | Total en su carrera | 344   | 50    | 55     | 17            | 5             | 6             | 90                  | 17                  | 24                  | 106                        | 15                         | 17                         | 557   | 87    | 102    |
| (1) El torneo regional se refiere al Campeonato Mineiro. (2) La copa nacional se refiere a la Copa Argentina, Copa de la Liga Profesional, Supercopa Argentina y Copa de la Superliga. (3) La copa internacional se refiere a la Copa Libertadores, Copa Sudamericana, Recopa Sudamericana y Mundial de Clubes. |                     |                     |       |       |        |               |               |               |                     |                     |                     |                            |                            |                            |       |       |        |

### Resumen estadístico
|                        | Partidos | Goles | Promedio | Asistencias | Promedio |
| ---------------------- | -------- | ----- | -------- | ----------- | -------- |
| Primera División       | 280      | 38    | 0.14     | 37          | 0.13     |
| Segunda División       | 32       | 3     | 0.09     | 8           | 0.25     |
| Tercera División       | 29       | 9     | 0.31     | 9           | 0.31     |
| Estaduales             | 17       | 5     | 0.29     | 6           | 0.35     |
| Copas nacionales       | 90       | 17    | 0.19     | 24          | 0.27     |
| Copa Internacionales   | 100      | 15    | 0.15     | 17          | 0.17     |
| Selección de Argentina | 1        | 0     | 0.00     | 1           | 1.00     |
| TOTAL                  | 549      | 87    | 0.16     | 102         | 0.19     |

## Palmarés

### Campeonatos regionales
| Título             | Club             | Sede         | Año  |
| ------------------ | ---------------- | ------------ | ---- |
| Campeonato Mineiro | Atlético Mineiro | Minas Gerais | 2021 |
| Campeonato Mineiro | Atlético Mineiro | Minas Gerais | 2022 |

### Campeonatos nacionales
| Título              | Club             | Sede                | Año     |
| ------------------- | ---------------- | ------------------- | ------- |
| Copa Argentina      | River Plate      | Córdoba             | 2015-16 |
| Copa Argentina      | River Plate      | Mendoza             | 2016-17 |
| Supercopa Argentina | River Plate      | Mendoza             | 2017    |
| Copa Argentina      | River Plate      | Mendoza             | 2018-19 |
| Serie A             | Atlético Mineiro | Salvador            | 2021    |
| Copa de Brasil      | Atlético Mineiro | Curitiba            | 2021    |
| Supercopa de Brasil | Atlético Mineiro | Cuiabá              | 2022    |
| Primera División    | River Plate      | Buenos Aires        | 2023    |
| Trofeo de Campeones | River Plate      | Santiago del Estero | 2023    |
| Supercopa Argentina | River Plate      | Córdoba             | 2023    |

### Campeonatos internacionales
| Título              | Club        | Sede         | Año  |
| ------------------- | ----------- | ------------ | ---- |
| Recopa Sudamericana | River Plate | Buenos Aires | 2016 |
| Copa Libertadores   | River Plate | Madrid       | 2018 |
| Recopa Sudamericana | River Plate | Buenos Aires | 2019 |

### Distinciones individuales
| Distinción                                          | Año  |
| --------------------------------------------------- | ---- |
| Equipo ideal de la Copa Argentina                   | 2016 |
| Equipo ideal de la Copa Argentina                   | 2017 |
| Equipo ideal de la Copa Argentina                   | 2019 |
| Mejor jugador de la Copa Argentina                  | 2019 |
| Equipo Ideal de América                             | 2019 |
| Equipo Ideal de América                             | 2020 |
| Equipo ideal del Campeonato Mineiro                 | 2021 |
| Bola de Prata (mejor mediocampista del Brasileirão) | 2021 |
| Equipo ideal del Brasileirão                        | 2021 |
| Equipo ideal de la CONMEBOL según IFFHS             | 2021 |